# Козьма-Демьяновское
Ко́зьма-Демья́новское — село в Должанском районе Орловской области России. Административный центр Козьма-Демьяновского сельского поселения.

## География
Село находится на расстоянии 8 км к юго-востоку от посёлка городского типа Долгое, административного центра района, и 151 км к юго-востоку от города Орёл, административного центра области.

## Население
| 2002 | 2010 |
| ---- | ---- |
| 277  | ↘220 |

### Национальный состав
Согласно результатам переписи 2002 года, в национальной структуре населения русские составляли 89 % из 277 чел.